# Aeropuerto Internacional de Kaieteur
El Aeropuerto Internacional de Kaieteur (en inglés: Kaieteur International Airport) (IATA: KAI, ICAO: SYKA) es un aeropuerto en la región de Potaro-Siparuni (en un área que Venezuela denomina y reclama como Guayana Esequiba) que constituye una puerta de entrada al Parque nacional Kaieteur, así como un puesto de avanzada en la región. Se encuentra a 6 kilómetros de las Cataratas de Kaieteur (Kaieteur Falls) y tiene conexión por dos senderos.
Entre las Aerolíneas que operan allí se encuentra Trans Guyana Airways que maneja la ruta Georgetown - Ogle y la compañía Roraima Airways que trabaja en la ruta Georgetown - Cheddi Jagan. Kaieteur actualmente tiene una pista de aterrizaje en 2000 pies.